# Paka (rzeka)
Paka – rzeka w północnej Słowenii, lewobrzeżny dopływ Savinji. Ma długość 40 km, powierzchnie zlewni 210 km² i średni przepływ wynoszący 3,9 m³/s (w Rečicy ob Paki).

## Przebieg
Paka ma jeden z najbardziej zróżnicowanych przebiegów wśród słoweńskich rzek. Co kilka kilometrów całkowicie zmienia kierunek i przechodzi w zupełnie inny krajobraz. Na początku biegnie wzdłuż typowego wąwozu Pohorji, który zaczyna się niewyraźnie w lesie na południowo-zachodnim zboczu góry i kieruje się na południowy zachód. Dolina jest początkowo płytka i w większości porośnięta lasem, lecz poniżej osady Paka stromo opada na długości około 150 m, a dno doliny nieznacznie się rozszerza w dół rzeki. W Srednjim Doliču pierwsze dwa główne dopływy to Polinca z Pohorji i Glažarica z Paškiego Kozjaku, a w Gornjim Doliču, z prawej strony, płynie mały strumień Movžanka, który wyżłobił się głębiej w niskich wzgórzach dolomitowych niż sąsiednia Mislinja.
W tym miejscu dolina Paki wydaje się niemal kończyć, lecz rzeka znów zmienia kierunek i wpływa do wąskiego wąwozu Huda Luknja, pomiędzy stromymi, zalesionymi zboczami szczytów Tisnik (786 m n.p.m.) i Pečovnikov Vrh (794 m n.p.m.). Z prawej strony w wąwozie do rzeki Paki wpływa niewielki strumień Ponikva. Początkowo płynie przez nieprzepuszczalne piaskowce i margle mioceńskie, lecz znika pod ziemią w miejscu zetknięcia z wapieniem i po krótkim biegu pojawia się ponownie w jaskini Huda Luknja, skąd wpływa bezpośrednio do rzeki Paka.
Całkowita zmiana krajobrazu następuje nieco powyżej Velenje, gdzie Paka wypływa z wąskiej i słabo zaludnionej doliny, wkraczając w szerszą i gęsto zaludnioną dolinę Šaleška. Rzeka płynie dalej w obecnym południowo-zachodnim kierunku przez Velenje, ale na południowym krańcu basenu napotyka uskok Šoštanj i skręca na północny zachód. W tym odcinku Paka niegdyś miała prawowite dopływy Lepena, Sopota i Velunja, ale obecnie wpływają one do sztucznych jezior, które powstały w wyniku obniżania się terenu na skutek działalności górniczej: Lepena do jeziora Šoštanjsko, a Sopota do jeziora Velenjska. Dwa ostatnie jeziora wpływają do Paki krótkimi kanałami, a część wody z jeziora Družmir pobierana jest także na potrzeby elektrowni cieplnej.
Na tym odcinku, przez miasto Velenje, rzeka ulega całkowitej zmianie, a poniżej Šoštanja warunki zmieniają się ponownie. Od prawej strony wpadają do niego strumienie Klančnica, Toplica i Šentflorjanščica. W pobliżu wioski Gorenje dolina znów się rozszerza, otoczona miękkimi i młodszymi skałami, i kieruje się na południowy wschód. Na tym odcinku Paka przepływa tuż obok miejscowości Šmartno ob Pak i nieco dalej, w pobliżu wsi Rečica ob Paki, wpada do rzeki Savinja.